# ناحیه فرانکلین، شهرستان وارن، نیوجرسی
فرانکلین، وارن کانتی (به انگلیسی: Franklin) شهری در ایالت نیوجرسی کشور ایالات متحده آمریکا است که جمعیت آن در سرشماری سال ۲۰۱۰ میلادی، ۳٬۱۷۶ نفر بوده‌است.